# Universidade de Stirling
A Universidade de Stirling, fundada em 1967, em Stirling, Escócia, tem cerca de 9,000 estudantes.
É conhecida por sua excelência da investigação (de acordo com o RAE 2008) em Contabilidade, Finanças e legislação; Aquicultura; Cinema e estudos de Mídia, Estudos de Inglês, Francês, História, Psicologia, Filosofia de trabalho; Serviço Social; estudos religiosos. 
Em 2009, foi nomeada "Universidade Escocesa do Ano" pela Times Magazine.